# Meter über Meer

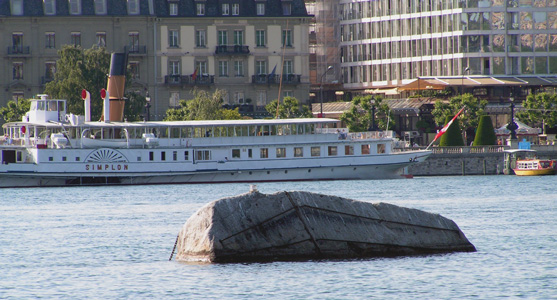
Referenzpunkt auf einem der beiden Neptunsteine in Genf

Meter über Meer (m ü. M.) ist die Bezeichnung von Höhen über dem Meeresspiegel in der Schweiz. Das Schweizer Höhensystem und diese Bezeichnung werden auch im Fürstentum Liechtenstein verwendet.

## Aktuell genutzte Bezugspunkte

### Pierre du Niton (LN02, 1902)
In der Schweiz verwendet man als amtliche Höhen nivellierte Höhen ohne Schwereausgleich aus dem Landesnivellement von 1902 (LN02). Als Ausgangspunkt des Schweizer Höhennetzes (Fundamentalpunkt) dient der Repère Pierre du Niton. Dessen Höhe wurde vom mittleren Pegel Marseille abgeleitet und auf 373,6 m gerundet.

### Zimmerwald (LHN95, 1995)
Da für Anwendungen mit hohen Genauigkeitsanforderungen das Schwerepotential nicht vernachlässigt werden kann, wurde mit dem Landeshöhennetz 1995 (LHN95) ein Höhenbezug mit orthometrischen Höhen geschaffen. Die Höhe des neuen Referenzpunktes Zimmerwald wurde dabei so gewählt, dass der Repère Pierre du Niton seine derzeitige Höhe beibehält. 
Die Höhen des LHN95 weichen von den LN02-Höhen um bis zu 50 cm ab. Aufgrund der Verwechslungsgefahr bei der Umstellung der Höhensysteme wird auf die Einführung der neuen Höhen für die amtliche Vermessung jedoch verzichtet. Wissenschaftlich hingegen wird immer das LHN95 verwendet.

## Historische Bezugspunkte

### Pierre du Niton (LN01, 1845)
Da der Repère Pierre du Niton 1845 ungenau auf 376,86 m bestimmt wurde, sind Höhenangaben, die sich auf diesen «alten Horizont» beziehen (zum Beispiel in der Siegfriedkarte und Dufourkarte), um 3,26 m höher als die heute offiziellen Werte. Die schweizerischen Höhen sind an der Grenze 6 bis 75 mm höher als die österreichischen Höhen über der Adria.

## Probleme mit Nachbarländern
Durch die Verwendung von verschiedenen Referenzsystemen in den Nachbarländern ist insbesondere bei grenzüberschreitenden Projekten die Festlegung des Referenzsystems wichtig. Beim Bau der Hochrheinbrücke als Verbindung zwischen Laufenburg (Schweiz) und Laufenburg Deutschland wurden die Höhensysteme berücksichtigt. Aber es kam zu einem Vorzeichenfehler, wodurch sich die Höhendifferenz von 27 cm auf 54 cm verdoppelte.